# Kei Takase
Kei Takase (髙瀬 慧, Takase Kei, né le 25 novembre 1988 à Shizuoka) est un athlète japonais spécialiste du sprint.

## Biographie
À Osaka, le 10 juin 2012, il remporte le 200 m des Championnats du Japon en 20 s 42, devant Shōta Iizuka.
Le 6 juillet 2013, il remporte à Pune la médaille d'argent du relais 4 × 100 m en 39 s 11, derrière l'équipe de Hong Kong.

## Palmarès
| Date | Compétition               | Lieu    | Résultat | Épreuve   | Temps         |
| ---- | ------------------------- | ------- | -------- | --------- | ------------- |
| 2011 | Championnats d'Asie       | Kōbe    | 1er      | 4 × 400 m | 3 min 04 s 72 |
| 2013 | Championnats d'Asie       | Pune    | 3e       | 200 m     | 20 s 92       |
| 2013 | Championnats d'Asie       | Pune    | 2e       | 4 × 100 m | 39 s 11       |
| 2013 | Championnats du monde     | Moscou  | 6e       | 4 × 100 m | 38 s 39       |
| 2014 | Relais mondiaux de l'IAAF | Nassau  | 5e       | 4 × 100 m | 38 s 40       |
| 2014 | Jeux asiatiques           | Incheon | 3e       | 100 m     | 10 s 15       |
| 2014 | Jeux asiatiques           | Incheon | 2e       | 4 × 100 m | 38 s 49       |

## Records
| Épreuve    | Performance       | Lieu     | Date        |
| ---------- | ----------------- | -------- | ----------- |
| 100 mètres | 10 s 09 (- 0,1)   | Kawasaki | 10 mai 2015 |
| 200 mètres | 20 s 14 (vf +1,0) | Kumagaya | 17 mai 2015 |